# 아르메니아 시간
아르메니아 시간(Armenia Time, AMT; 아르메니아어: ڀڡڵԡҽҿҡԶҫ ڪԡԴҡԶԡԯ, 로마자 표기: Hayastani zhamanak)은 아르메니아에서 사용되는 시간대이다. 아르메니아 시간은 UTC+04:00에 UTC보다 4시간 빠르다.
아르메니아의 시계 시간은 정오보다 약 1시간 늦다. 결과적으로 인구 활동 시간은 태양시로 거의 동일한 변화를 보이는 파리 (프랑스)나 바르셀로나의 활동 시간과 유사하다. 베를린과 비엔나에 비해 1시간 정도 늦고, 바르샤바와 뉴욕에 비해 2시간 정도 늦다.